# Euproctis tacita
Euproctis tacita är en fjärilsart som beskrevs av Erich Martin Hering 1927. Euproctis tacita ingår i släktet Euproctis och familjen tofsspinnare. Inga underarter finns listade i Catalogue of Life.